# Julian Potępa
Julian Michał Potępa (ur. ok. 1887, zm. 31 lipca 1967) – polski prawnik, w okresie PRL sędzia Sądu Najwyższego PRL.

## Życiorys
Syn Jana. W okresie międzywojennym był m.in. prokuratorem Sądu Okręgowego w Tarnowie, wiceprezesem Sądu Apelacyjnego w Krakowie.
Po wojnie był sędzią Sądu Najwyższego, dyrektorem Departamentu Ustawodawczego Ministerstwa Sprawiedliwości. Pod koniec 1956 został przewodniczącym komisji powołanej do zbadania powstania i działalności sekcji tajnej w Sądzie Apelacyjnym (Wojewódzkim) w Warszawie i sekcji tajnej w Sądzie Najwyższym.
Jego żoną była Stefania z Gronowskich (zm. 1954).
Zmarł 31 lipca 1967 w wieku 80 lat. Pochowany na cmentarzu Powązkowskim w Warszawie (kwatera 133-3-30).

## Publikacje
- Reforma postępowania karnego w sądach powszechnych (1949)[3]

## Ordery i odznaczenia
- Krzyż Komandorski Orderu Odrodzenia Polski (14 lipca 1954)[4]
- Krzyż Oficerski Orderu Odrodzenia Polski (9 listopada 1931)[5]
- Krzyż Oficerski Orderu Odrodzenia Polski (22 lipca 1947)[6]
- Medal 10-lecia Polski Ludowej (28 kwietnia 1955)[7]